# 梅曉拉低地

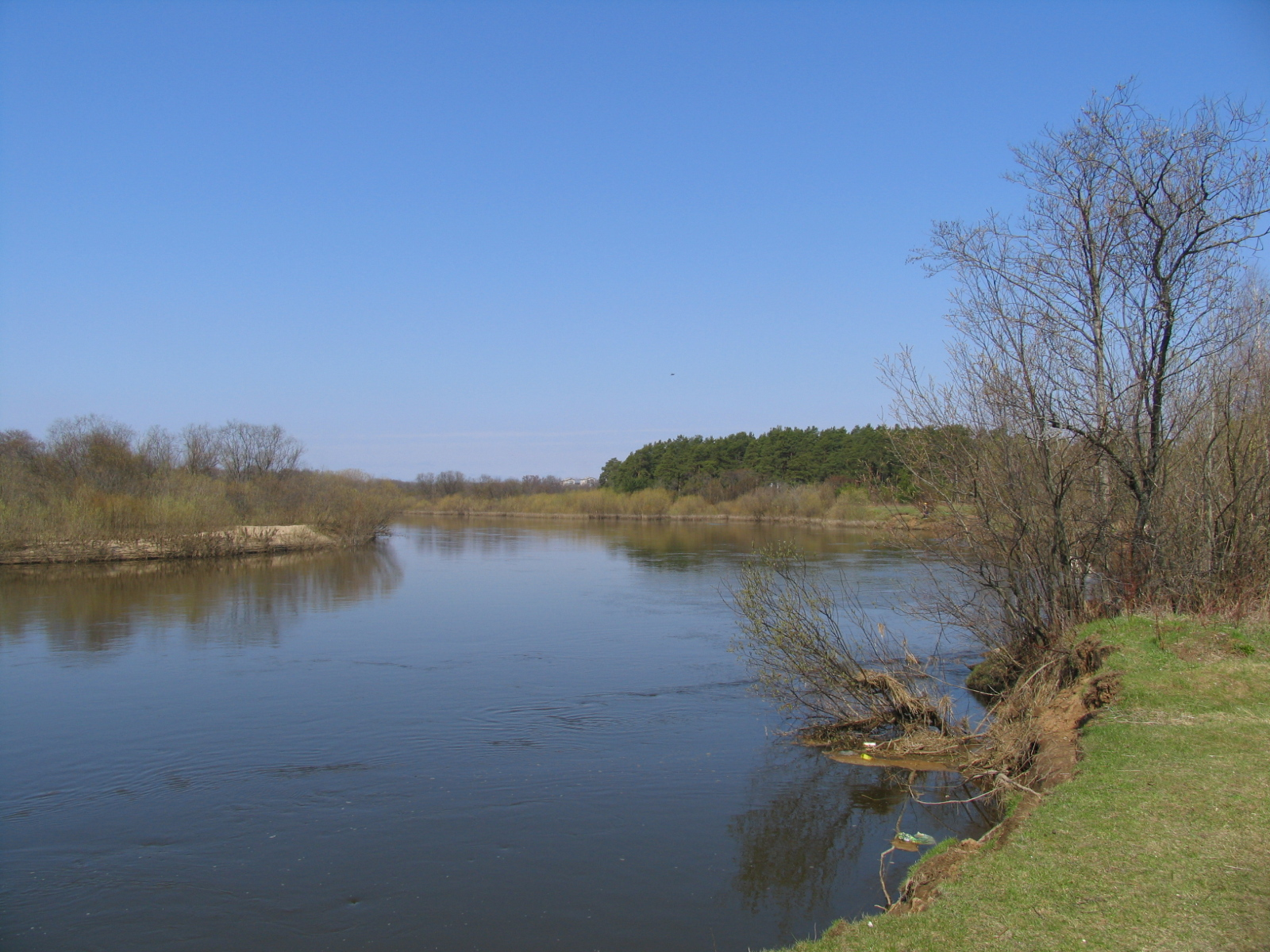

梅曉拉低地是俄羅斯的低地，由莫斯科州、弗拉基米爾州和梁贊州負責管轄，面積約25,000平方公里，平均海拔高度80至130米，最高點海拔高度214米。
55°10′58″N 40°20′00″E / 55.18278°N 40.33333°E